# Lepidiota rugifrons
Lepidiota rugifrons är en skalbaggsart som beskrevs av Moser 1913. Lepidiota rugifrons ingår i släktet Lepidiota och familjen Melolonthidae. Inga underarter finns listade i Catalogue of Life.